# Teleschach-Olympiade
Die Teleschach-Olympiade war ein dreimal ausgetragener Wettbewerb für Schach-Nationalmannschaften zwischen 1977 und 1990. Gemeinsamer Ausrichter waren der Weltschachbund FIDE und die Internationale Fernschach-Organisation ICCF. Dabei verblieben die Spieler in ihrem jeweiligen Heimatland und die Züge wurden per Telex ausgetauscht. Mit dem Aufkommen neuer technischer Medien (E-Mail, Internet) verschwand das Interesse an der Austragung von Turnieren auf diesem Weg.
Die Bedenkzeit betrug 2 Stunden pro Spieler für 50 Züge. Hinzu kam die für die Eingabe und Übermittlung der Züge erforderliche Zeit. Dies wurde nicht von den Spielern selbst, sondern von technisch versierten Assistenten erledigt. Nach dem 50. Zug wurden die Partien abgebrochen und von einem neutralen Gremium, wie im Fernschach üblich, abgeschätzt.
Jede Mannschaft bestand aus acht Spielern. Auf der Basis gegenseitiger Absprache der Mannschaften konnte vereinbart werden, dass mindestens eine Frau und mindestens ein Junior zum Team gehören mussten. Von Runde zu Runde konnte die Besetzung verändert werden. Endete ein Wettkampf unentschieden, so entschied die Berliner Wertung über den Sieger.

## 1. Austragung 1977/78

### Achtelfinale
Das Achtelfinale wurde in der ersten Jahreshälfte 1977 ausgetragen. Die Mannschaften der DDR und der Sowjetunion hatten ein Freilos. Portugal kam kampflos weiter, da die Mannschaft von Frankreich nicht antrat.
| BR Deutschland | 3,5 : 4,5 | Niederlande |
| Australien     | 6,5 : 1,5 | Guyana      |
| Finnland       | 4 : 4     | Polen       |
| Island         | 4 : 4     | England     |
| Schweden       | 4,5 : 3,5 | Norwegen    |

### Viertelfinale
Das Viertelfinale wurde in der zweiten Jahreshälfte 1977 ausgetragen.
| Niederlande                     | 5 : 3     | Portugal    |
| Australien                      | 2,5 : 5,5 | Sowjetunion |
| Deutsche Demokratische Republik | 5 : 3     | Schweden    |
| Finnland                        | 3,5 : 4,5 | Island      |

### Halbfinale
Das Halbfinale wurde in der ersten Jahreshälfte 1978 ausgetragen.
| Sowjetunion                     | 6,5 : 1,5 | Niederlande |
| Deutsche Demokratische Republik | 4,5 : 3,5 | Island      |

### Finale
Das Finale wurde am 2. Dezember 1978 ausgetragen.
| Sowjetunion | 5 : 3 | Deutsche Demokratische Republik |

### Siegermannschaft
Im Finale spielte die Sowjetunion mit  Juri Balaschow,  Jewgeni Wassjukow, Alexander Kotschiew, Eduard Gufeld,  Igor Saizew, Semjon Palatnik,  Jelena Achmylowskaja und Sergej Dolmatow. In den Vorrunden waren außerdem Michail Tal, Boris Gulko, Mark Zeitlin,  Waleri Tschechow, Anna Achscharumowa,  Garri Kasparow,  Lew Polugajewski, Alexander Beliavsky,  Juri Rasuwajew, Adrian Mihalčišin und Artur Jussupow im Einsatz.
Für den späteren Weltmeister Kasparow war der Start im Viertelfinalspiel gegen Australien der erste Einsatz in einer sowjetischen Auswahlmannschaft. Er war damals 14 Jahre alt.

### Deutsche Mannschaften
Die Auswahl der DDR spielte im Finale mit Burkhard Malich, Rainer Knaak, Lothar Vogt, Uwe Bönsch, Lutz Espig, Hans-Ulrich Grünberg,  Brigitte Hofmann und Thomas Casper. In den Vorrunden gehörten außerdem Wolfgang Uhlmann, Marion Worch, Heinz Liebert und Peter Hesse zur Mannschaft.
Die Bundesrepublik spielte mit Robert Hübner, Hans-Joachim Hecht, Dieter Mohrlok, Hans-Günter Kestler, Klaus Wockenfuß, Klaus Klundt, Hannelore Weichert und Christian Schubert.

## 2. Austragung 1981/82

### Achtelfinale
Das Achtelfinale wurde im Jahre 1981 ausgetragen. Da nur 11 Mannschaften gemeldet hatten, waren in dieser Runde nur drei Wettkämpfe erforderlich.
| BR Deutschland | 4 : 4     | Finnland |
| England        | 5 : 3     | Israel   |
| Schottland     | 5,5 : 2,5 | Norwegen |

### Viertelfinale
Das Viertelfinale wurde Ende 1981 ausgetragen.
| Schottland                      | 1,5 : 6,5 | Sowjetunion |
| Island                          | 3,5 : 4,5 | England     |
| Finnland                        | 2,5 : 5,5 | Schweden    |
| Deutsche Demokratische Republik | 5,5 : 2,5 | Polen       |

### Halbfinale
Das Halbfinale wurde in der ersten Jahreshälfte 1982 ausgetragen.
| England  | 3,5 : 4,5 | Sowjetunion                     |
| Schweden | 3,5 : 4,5 | Deutsche Demokratische Republik |

### Finale
Das Finale wurde am 21. November 1982 ausgetragen.
| Sowjetunion | 4 : 4 | Deutsche Demokratische Republik |

Sechs Partien endeten remis. Die Sowjetunion gewann an Brett 2, die DDR an Brett 3. Damit entschied die Berliner Wertung zu Gunsten der UdSSR.

### Siegermannschaft
Im Finale spielte die Sowjetunion mit Artur Jussupow, Juri Balaschow, Witali Zeschkowski, Wiktar Kuprejtschyk, Mark Taimanow, Georgi Agsamow, Irina Levitina und Andreï Sokolov. In den früheren Runden kamen außerdem Jewgeni Wassjukow, Alexander Kotschiew, Lew Polugajewski, Semjon Palatnik, Kostjantyn Lerner, Wladimir Sagorowski, Igor Naumkin, Nana Iosseliani, Lew Psachis, Wolodymyr Tukmakow, Oleh Romanyschyn und Jewgeni Sweschnikow zum Einsatz.

### Deutsche Mannschaften
Die Auswahl der DDR spielte im Finale mit Wolfgang Uhlmann, Lothar Vogt, Rainer Knaak, Burkhard Malich, Uwe Bönsch, Lutz Espig, Brigitte Burchardt und Raj Tischbierek. In den Vorrunden waren außerdem Hans-Ulrich Grünberg, Martina Keller und Iris Bröder aufgestellt.
Die Bundesrepublik spielte mit Hans-Joachim Hecht, Ralf Hess, Jürgen Dueball, Peter Ostermeyer, Mathias Gerusel, Klaus Klundt, Christof Herbrechtsmeier und Jürgen Haakert.

## 3. Austragung 1989/90

### Achtelfinale
Das kleine Starterfeld führte dazu, dass im Achtelfinale nur ein Wettkampf erforderlich war. Dieser wurde am 16. Juli 1989 ausgetragen. Das ebenfalls angesetzte Match zwischen Irland und Norwegen entfiel, da die Norweger nicht antraten.
| Singapur | 1,5 : 6,5 | Australien |

### Viertelfinale
Das Viertelfinale wurde Ende 1989 ausgetragen. Polen trat zum Spiel gegen die Sowjetunion nicht an.
| Australien | 7,5 : 0,5 | Irland                          |
| Finnland   | 2 : 6     | Deutsche Demokratische Republik |
| Österreich | 4,5 : 3,5 | Portugal                        |

### Halbfinale
Das Halbfinalspiel zwischen der DDR und Österreich fand am 23. Juni 1990 statt, jenes zwischen Australien und der Sowjetunion am 22. September.
| Österreich | 2 : 6 | Deutsche Demokratische Republik |
| Australien |       | Sowjetunion                     |

Im Spiel zwischen Australien und der Sowjetunion stand es zum Ende der vereinbarten Spielzeit 4,5:0,5 für die sowjetischen Spieler. Die übrigen Partien wären durch die ansonsten im Fernschach übliche "Abschätzung" entschieden worden. Jedoch lag das UdSSR-Team bereits uneinholbar in Führung. Daher wurde für den folgenden Tag das Finale zwischen der DDR und der Sowjetunion angesetzt.

### Finale
Das Finale fand am 23. September ungeachtet eines anhängigen Protestes der Australier gegen die Wertung des Halbfinals statt.
| Deutsche Demokratische Republik | 4 : 4 | Sowjetunion |

Die DDR gewann das Spiel nach Berliner Wertung durch den Sieg von Knaak an Brett 2 gegenüber einem sowjetischen Erfolg an Brett 8.

### Nachspiel
Obwohl DDR und UdSSR das Finale bereits ausgetragen hatten, wurde zwei Monate später über den Protest der im Halbfinale unterlegenen Australier entschieden. Dieser gründete sich u. a. darauf, dass die sowjetischen Spieler zu viel Bedenkzeit erhalten hätten und eine nicht vorgesehene Mittagspause einlegten, zu einem Zeitpunkt, da es in Australien bereits Mitternacht war. Außerdem hatte die sowjetische Mannschaft die gemeldete Brettreihenfolge ihrer Spieler nicht eingehalten.
Die ICCF erkannte den Protest der Australier an und disqualifizierte die sowjetische Mannschaft rückwirkend für das Halbfinale. Die damit eigentlich fällige Neuansetzung eines Finalspiels zwischen der DDR und Australien scheiterte u. a. daran, dass die DDR im Zuge der  politischen Entwicklung im Oktober 1990 aufgehört hatte zu existieren. Daher wurde Australien Anfang 1991 nachträglich zum Sieger der dritten Teleschach-Olympiade erklärt.
Die nachträgliche Aberkennung des Titels wurde den DDR-Spielern nicht mitgeteilt. Erst nach Recherchen der Zeitschrift Schach im Jahre 2021 erfuhren deren Chefredakteur Raj Tischbierek und sein damaliger Mannschaftskamerad Rainer Knaak davon.

### DDR-Mannschaft
Die Auswahl der DDR spielte im Halbfinale und Finale mit Uwe Bönsch, Rainer Knaak, Wolfgang Uhlmann, Lutz Espig, Hans-Ulrich Grünberg, Raj Tischbierek, Annett Wagner-Michel und Dirk Rosenthal. Im Viertelfinale waren außerdem Lothar Vogt und Thomas Luther in der Mannschaft.

### Australische Mannschaft
Australien spielte im nachträglich als gewonnen gewerteten Halbfinale mit Ian Rogers, Darryl Johansen, Stephen Solomon, Guy West, Dmitry Gedevanishvili, Robert Jamieson, Biljana Dekic und Gregory Canfell. In früheren Runden kamen auch Craig Laird und Anne Slavotinek zum Einsatz.